# Modelatge de senyal petit

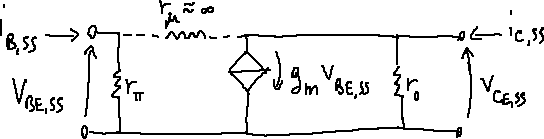
Model estàtic de petit senyal per a transistor BJT Model estàtic de petit senyal per a un transistor bipolar d'unió (circuit π)

El modelatge de senyal petit és una tècnica d'anàlisi comuna en enginyeria electrònica que s'utilitza per aproximar el comportament de circuits electrònics que contenen dispositius no lineals amb equacions lineals. És aplicable a circuits electrònics en què els senyals de CA (és a dir, els corrents i les tensions variables en el temps del circuit) són petits en relació amb els corrents i les tensions de polarització de CC. Un model de senyal petit és un circuit equivalent de CA en què els elements del circuit no lineal es substitueixen per elements lineals els valors dels quals estan donats per l'aproximació (lineal) de primer ordre de la seva corba característica prop del punt de polarització.

## Visió general
Molts dels components elèctrics utilitzats en circuits elèctrics simples, com ara resistències, inductors i condensadors, són lineals. Els circuits fets amb aquests components, anomenats circuits lineals, es regeixen per equacions diferencials lineals, i es poden resoldre fàcilment amb mètodes matemàtics potents del domini de la freqüència com la transformada de Laplace.
En canvi, molts dels components que componen els circuits electrònics, com ara díodes, transistors, circuits integrats i tubs de buit són no lineals; que és el corrent que passa no és proporcional a la tensió, i la sortida de dispositius de dos ports com els transistors no és proporcional a la seva entrada. La relació entre el corrent i la tensió en ells ve donada per una línia corba en un gràfic, la seva corba característica (corba IV). En general, aquests circuits no tenen solucions matemàtiques simples. Per calcular el corrent i la tensió en ells, generalment cal mètodes gràfics o simulació en ordinadors mitjançant programes de simulació de circuits electrònics com SPICE.
No obstant això, en alguns circuits electrònics, com ara receptors de ràdio, telecomunicacions, sensors, instrumentació i circuits de processament de senyals, els senyals de CA són "petits" en comparació amb les tensions i corrents de CC del circuit. En aquests, la teoria de la pertorbació es pot utilitzar per derivar un circuit equivalent de CA aproximat que sigui lineal, la qual cosa permet calcular fàcilment el comportament de CA del circuit. En aquests circuits, s'aplica un corrent continu o tensió constant de la font d'alimentació, anomenat polarització, a cada component no lineal, com ara un transistor i un tub de buit, per establir el seu punt de funcionament, i s'hi afegeix el corrent o voltatge CA variable en el temps que representa el senyal a processar. El punt del gràfic que representa el corrent i la tensió de polarització s'anomena punt quiescent (punt Q). En els circuits anteriors, el senyal de CA és petit en comparació amb el biaix, cosa que representa una petita pertorbació de la tensió o corrent de CC al circuit al voltant del punt Q. Si la corba característica del dispositiu és prou plana sobre la regió ocupada pel senyal, utilitzant una expansió en sèrie de Taylor, la funció no lineal es pot aproximar a prop del punt de polarització mitjançant la seva derivada parcial de primer ordre (això és equivalent a aproximar la corba característica per una línia recta tangent a ella en el punt de polarització). Aquestes derivades parcials representen la capacitat incremental, la resistència, la inductància i el guany vist pel senyal, i es poden utilitzar per crear un circuit equivalent lineal que doni la resposta del circuit real a un petit senyal de CA. Això s'anomena "model de senyal petit".
El model de senyal petit depèn dels corrents i tensions de polarització de CC del circuit (el punt Q). Canviar el biaix mou el punt de funcionament cap amunt o cap avall a les corbes, canviant així la resistència de CA de petit senyal equivalent, guany, etc. vist pel senyal.
Qualsevol component no lineal les característiques del qual estan donades per una corba llisa (diferenciable) contínua d'un sol valor es pot aproximar mitjançant un model lineal de senyal petit. Existeixen models de petit senyal per a tubs electrònics, díodes, transistors d'efecte de camp (FET) i transistors bipolars, especialment el model híbrid-pi i diverses xarxes de dos ports. Els fabricants solen enumerar les característiques de petit senyal d'aquests components amb valors de biaix "típics" a les seves fulles de dades.

## Diferències entre senyal petit i senyal gran
Un senyal gran és qualsevol senyal que tingui prou magnitud per revelar el comportament no lineal d'un circuit. El senyal pot ser un senyal de CC o un senyal de CA o, de fet, qualsevol senyal. La mida que ha de ser un senyal (en magnitud) abans que es consideri un senyal gran depèn del circuit i del context en què s'utilitza el senyal. En alguns circuits altament no lineals, pràcticament tots els senyals s'han de considerar grans.
Un senyal petit forma part d'un model d'un senyal gran. Per evitar confusions, tingueu en compte que hi ha un senyal petit (una part d'un model) i un model de senyal petit (un model d'un senyal gran).
Un model de senyal petit consisteix en un senyal petit (que té un valor mitjà zero, per exemple un sinusoide, però es pot utilitzar qualsevol senyal de CA) superposat a un senyal de polarització (o superposat a un senyal constant de CC) de manera que la suma del senyal petit més el senyal de polarització donen el senyal total que és exactament igual al senyal original (gran) a modelar. Aquesta resolució d'un senyal en dos components permet utilitzar la tècnica de superposició per simplificar l'anàlisi posterior. (Si s'aplica la superposició en el context).